# Psychotria parvifolia
Psychotria parvifolia là một loài thực vật có hoa trong họ Thiến thảo. Loài này được Benth. ex Oerst. miêu tả khoa học đầu tiên năm 1853.

## Hình ảnh

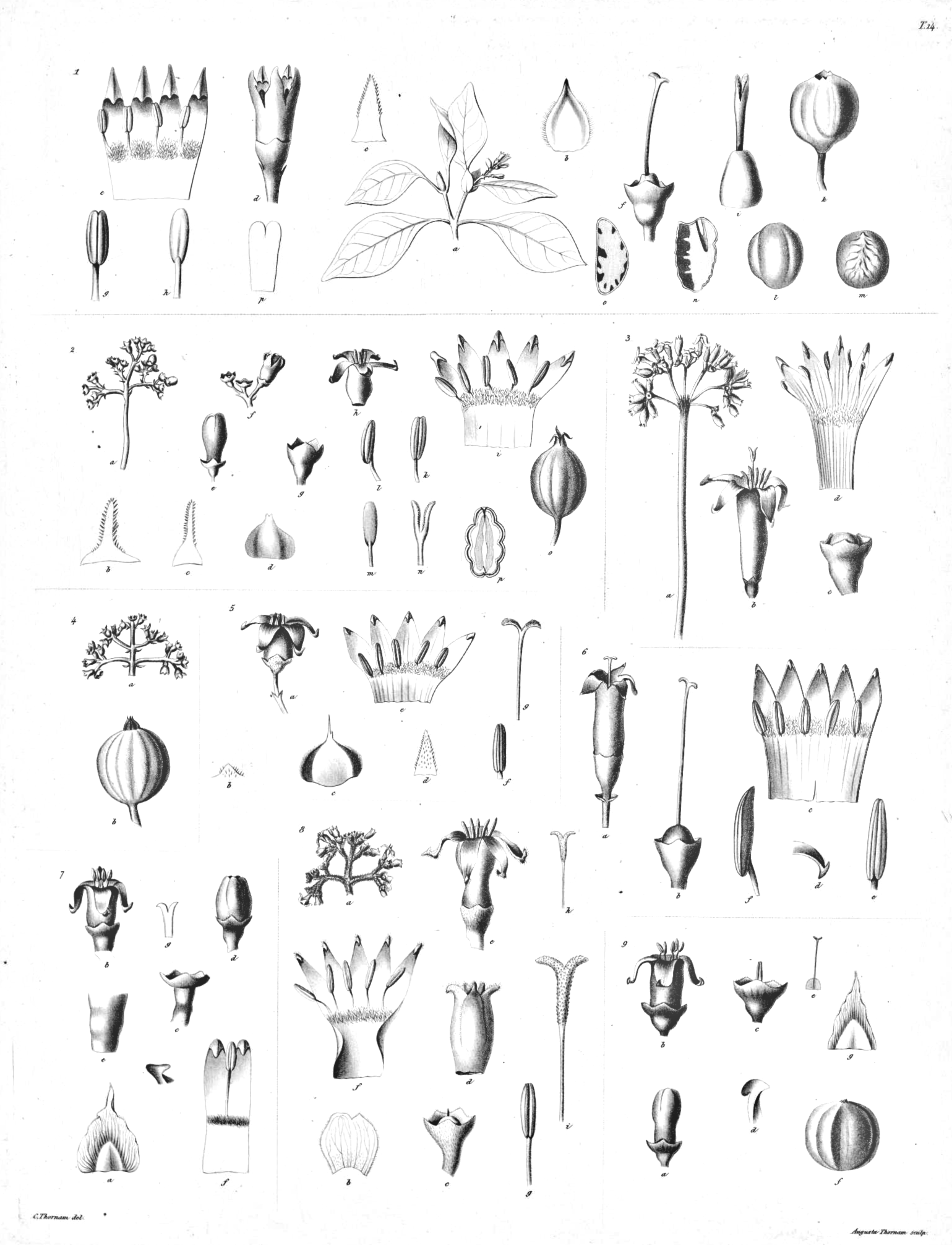